# Michał Markowicz (polityk)
Michał Markowicz (ur. 28 listopada 1927 w Kosinie, zm. 2 grudnia 2010 tamże) – polski działacz ruchu ludowego, polityk, poseł na Sejm PRL VIII i IX kadencji.

## Życiorys
Syn Wojciecha i Salomei. Uzyskał wykształcenie podstawowe. Pracował we własnym gospodarstwie rolnym. Był działaczem Związku Młodzieży Wiejskiej RP „Wici”, a w 1953 został członkiem Zjednoczonego Stronnictwa Ludowego. Pełnił funkcję wiceprezesa tej partii w Rzeszowie. Przez kilka kadencji zasiadał w Gromadzkiej Radzie Narodowej w Kosinie (od 1957), Gminnej Radzie Narodowej w Łancucie i w Wojewódzkiej Radzie Narodowej w Rzeszowie. Pełnił funkcję przewodniczącego Gromadzkiej RN w Kosinie (1958–1972) i zastępcy przewodniczącego Gminnej RN w Łańcucie. W strukturach ZSL pełnił funkcje Prezesa Gromadzkiego Komitetu w Kosinie (od 1956), członka (od 1960) i Prezesa (od 1971) Powiatowego Komitetu w Łańcucie, a także członka (od 1973) i zastępcy członka (od 1976) Naczelnego Komitetu, a także wiceprezesa Wojewódzkiego Komitetu w Rzeszowie (od 1983).
W 1980 uzyskał mandat posła na Sejm PRL VIII kadencji w okręgu Rzeszów. Zasiadał w Komisji Przemysłu Lekkiego, Komisji Rolnictwa i Przemysłu Spożywczego, Komisji Nadzwyczajnej do rozpatrzenia projektu ustawy o Radach Narodowych i Samorządzie Terytorialnym oraz w Komisji Rolnictwa, Gospodarki Żywnościowej i Leśnictwa. W 1985 uzyskał reelekcję. W Sejmie IX kadencji zasiadał w Komisji Górnictwa i Energetyki, Komisji Współpracy Gospodarczej z Zagranicą, Komisji Nadzwyczajnej do rozpatrzenia poselskiego projektu ustawy o konsultacjach społecznych i referendum oraz w Komisji Nadzwyczajnej do rozpatrzenia projektu ustawy Prawo o stowarzyszeniach oraz projektów ustaw dotyczących związków zawodowych.

## Odznaczenia
- Krzyż Oficerski Orderu Odrodzenia Polski
- Krzyż Kawalerski Orderu Odrodzenia Polski
- Złoty Krzyż Zasługi
- Medal 40-lecia Polski Ludowej
- Wpis do „Księgi zasłużonych dla województwa rzeszowskiego” (1982)[1]